# Castrolanda
Castrolanda is een plaats in de Braziliaanse gemeente Castro in de deelstaat Paraná.
Castrolanda werd gesticht in 1951 door 50 boerengezinnen uit Nederland, waarvan de meesten uit Drenthe kwamen. De nazaten van deze boeren wonen er nog steeds. De landbouw en de veeteelt zijn de voornaamste economische activiteiten en de nederzetting is een van de belangrijkste melkproducenten van de regio Zuid, alsook een belangrijke producent van soja en bonen.

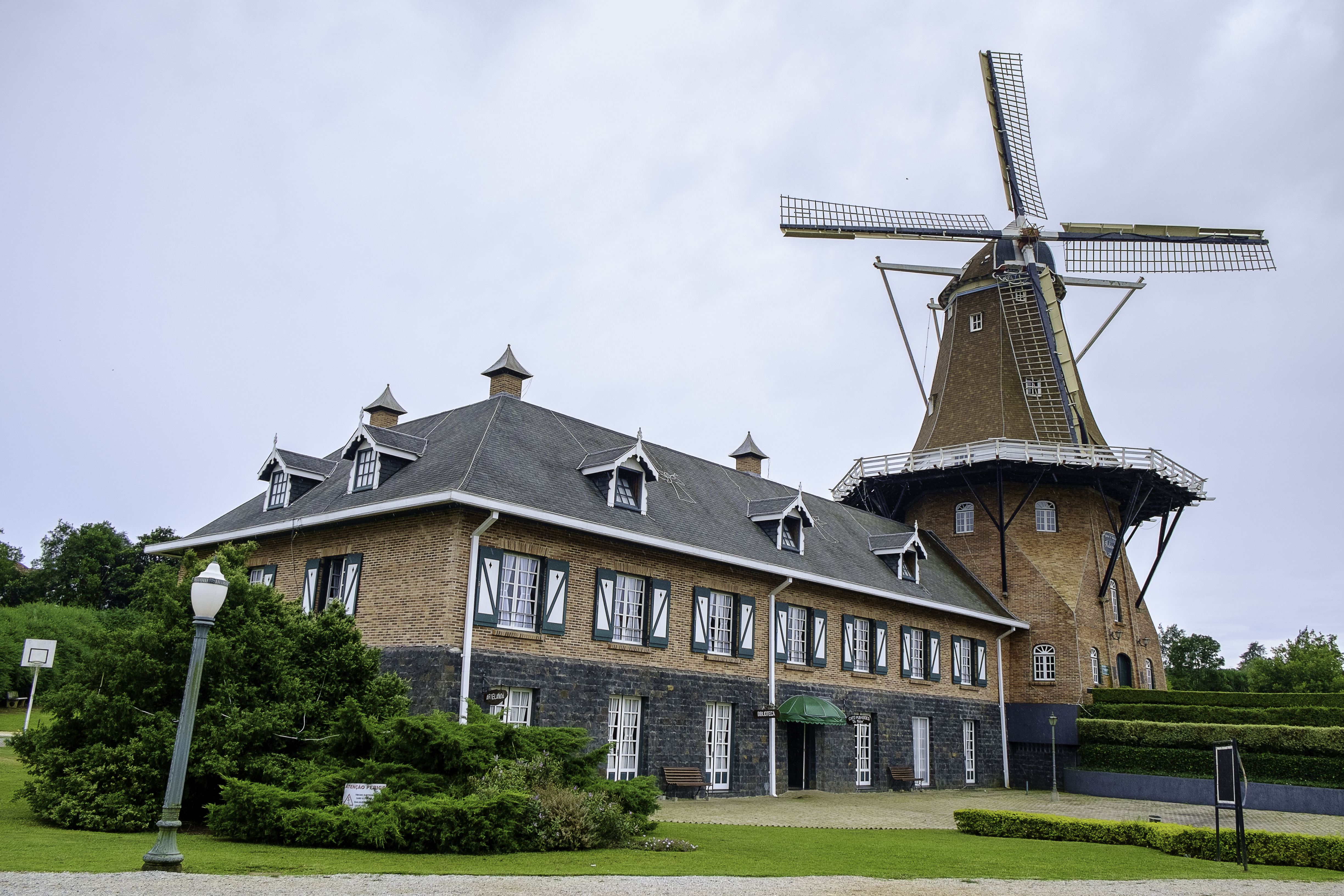
Windmolen De Immigrant in Castrolanda, nagebouwd naar voorbeeld van de Woldzigt uit Roderwolde. De andere zijvleugel moet nog worden nagebouwd (2015).
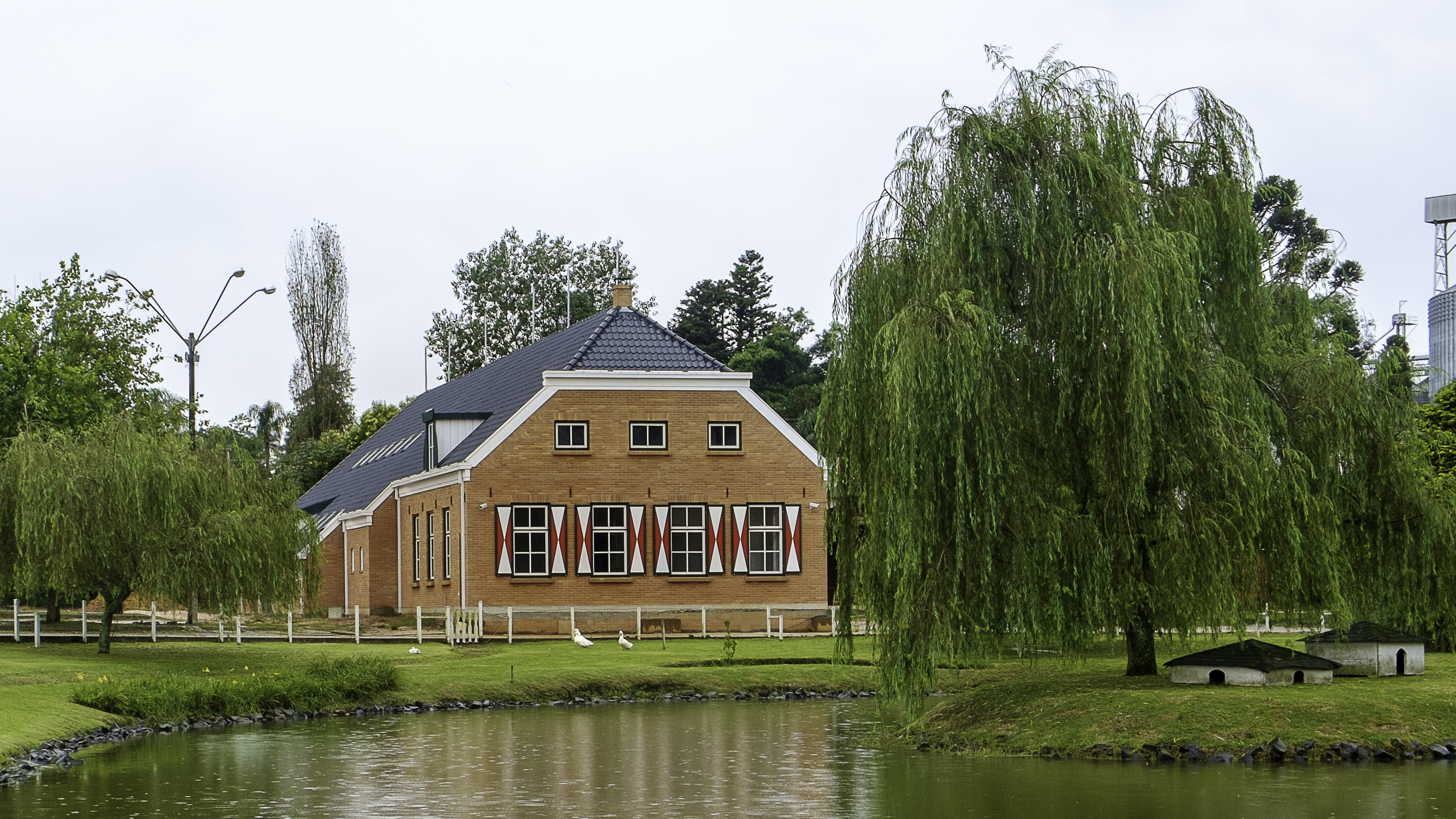
Nagebouwde boerderij